# Karmark Rønsted
Simon Marinus Karmark Rønsted (6. december 1895 i Randers – 6. februar 1982 i København) var en dansk landsretssagfører og socialdemokratisk politiker.
Han var søn af værtshusholder S.C. Sørensen Rønsted (død 1915) og hustru Marie Sophie f. Månsson (død 1933), blev student fra Randers Statsskole 1913 og cand.jur. 1919. Fra 1922 virkede han som landsretssagfører i København og beskæftigede sig med offentlige sager fra 1948.
Rønsted var formand for Socialdemokratisk Forening i 2. kreds (Christianshavnskredsen) 1931-36, medlem af Socialdemokratiets hovedbestyrelse fra 1945 til 1961 og medlem af Københavns Borgerrepræsentation 1933-42, hvor han var Borgerrepræsentationens formand samt formand for budgetudvalget 1938-42. I 1942 blev han tvunget til at gå af som formand, fordi han under telegramkrisen i oktober 1942 havde fremsat en vittig bemærkning rettet mod værnemagten. Efter at andre socialdemokrater havde afslået, tilbød Frode Jakobsen Rønsted at blive medlem af Danmarks Frihedsråd. Rønsted var interesseret, men det blev aldrig aktuelt, idet man ikke kunne finde en tilsvarende konservativ medlemskandidat. Derfor blev forsøget på at få flere politiske repræsentanter i Frihedsrådet opgivet..
Han var desuden formand for Storkøbenhavns Kartoffelcentral 1940-46, medlem af Beværterbevillingsnævnet 1937-46, af Statsministeriets tilsynsudvalg med Charlottenlundfortparken 1933-65, af Erhvervsskatteudvalget 1938-65 og af Ligningsrådet 1940-68, medlem af forvaltningsnævnet for Krigsforsikringen af Bygninger i København 1940, medlem af repræsentantskabet for Landbygningernes alm. Brandforsikring 1951 af tilsynsrådet 1955 og af kontroludvalget 1958, formand for dette 1963-72 samt forretningsfører for Arbejdernes Andels-Boligforening 1933-37 og 1943-45.
Han var dommersuppleant i Den faste Voldgiftsret 1936 og 1937, medlem af Sagførerrådet 1937-46, af ankenævnet i sager efter Forræderiloven 1945-54 og af Den permanente straffelovskommission 1950, lærer ved Den socialdemokratiske Arbejderskole 1919-37; næstformand i bestyrelsen for Christianshavns vuggestue og daghjem og formand for Foreningen Socialt Boligbyggeri 1958-73. Medlem af bestyrelsen for forskellige erhvervsdrivende aktieselskaber.